# Cephalophyllum parviflorum
Cephalophyllum parviflorum är en isörtsväxtart som beskrevs av L. Bol. Cephalophyllum parviflorum ingår i släktet Cephalophyllum och familjen isörtsväxter. Inga underarter finns listade i Catalogue of Life.